# Francouzská (Praha)
Francouzská ulice je jedna z významných ulic v Praze, v městských čtvrtích Vinohrady a Vršovice. Je součástí dopravního spojení od náměstí Míru na jihovýchod. Její délka je asi 1,1 km. Ulicí vede také tramvajová trať.

## Historie a názvy
Ulice byla původně částí cesty vedoucí od Žitné brány směrem na východ do tehdejší vsi Vršovice, nazývala se tedy Vršovická silnice. Procházela vinicemi, na nichž vznikly v 19. století Vinohrady (jednou z usedlostí s vinicí poblíž byla zaniklá usedlost Konstantinka).
Podél silnice v letech 1867–1878 začala vznikat uliční zástavba a v roce 1878 byla celá ulice – zhruba od dnešní Legerovy, přes dnešní náměstí Míru (původně Purkyňovo náměstí) až do Vršovic – pojmenována po Františkovi Palackém (1798–1879), českém historikovi, politikovi a spisovateli. Západní část až k náměstí Míru se potom od roku 1926 (s přestávkou v letech 1940–1945) nazývá Anglická ulice, východní část od náměstí Míru je od roku 1926 Francouzská (opět s přestávkou: v letech 1940–1945 Bismarckova, pak krátce v letech 1945–1947 znovu Palackého); název odkazuje na Francii jako stát, který se za první světové války přidal na stranu Trojdohody (mírové uspořádání Evropy po první světové válce a státy Dohody nebo jejich hlavní města připomíná i pojmenování dalších ulic v okolí náměstí Míru – Americká, Anglická, Bělehradská, Belgická, Italská, Jugoslávská, Londýnská, Rumunská, Římská, Záhřebská).

## Trasa ulice
Ulice (podle číslování domů) začíná na náměstí Míru a směřuje mírně do kopce na jihovýchod. Doleva z ní odbočuje Blanická a doprava Uruquayská, na další křižovatce doleva Sázavská a doprava Záhřebská a ještě na další křižovatce doleva Budečská a doprava Jana Masaryka.
Potom ulice začíná klesat a zahýbá více k východu; zleva do ní ústí Slovenská, doprava odbočuje Máchova. Ve svahu na severní straně mezi Francouzskou a Slovenskou jsou Bezručovy sady. Zhruba v polovině kopce je vpravo malé náměstí, z něhož odbočují Krymská, Donská a Voroněžská, a Francouzská tu přechází z katastru Vinohrad do Vršovic. Doprava ještě odbočuje krátká ulička U Staré sokolovny a na další křižovatce Francouzská ulice končí; v přímém směru na ni navazuje opět do kopce vedoucí Ruská, doprava odbočuje k Vršovickému náměstí Moskevská (včetně tramvajových kolejí).
Významné nebo zajímavé budovy a místa:
- Francouzská 585/1 – nárožní novorenesanční dům z let 1888–1889 podle projektu architekta Karla Jandy, sídlí v něm Křesťanský domov mládeže u sv. Ludmily[3]
- Francouzská 75/4 – sedmipatrová funkcionalistická budova od Jaromíra Krejcara postavená v letech 1930–1931 pro Jednotu československých soukromých úředníků; v interiéru se nacházela kavárna, restaurace a v suterénu společenský sál (později tu sídlila Státní arbitráž, nyní je tu hudební klub)[4]

- Francouzská 808/19 – Obvodní soud pro Prahu 2
- na východním konci Bezručových sadů vedou od Francouzské ulice vlevo (na sever) schody k nedaleké Šalounově vile
- ve Francouzské jsou také pamětní desky známých osobností: Francouzská 593/5 – JUDr. Josef Herold (na počátku 20. století poslanec Českého zemského sněmu a Říšské rady; starosta Vršovic);[5] Francouzská 436/36 – Alois Eliáš (český generál, předseda protektorátní vlády mezi léty 1939 a 1941, popravený za svou odbojovou činnost nacisty)

Tramvaje mají na Francouzské dvě zastávky: Jana Masaryka, Krymská. V letech 1950 a 1961 došlo na dolním konci Francouzské ke dvěma tramvajovým nehodám, kdy v oblouku na křižovatce s Moskevskou tramvaj vykolejila a vjela na chodník.

## Galerie

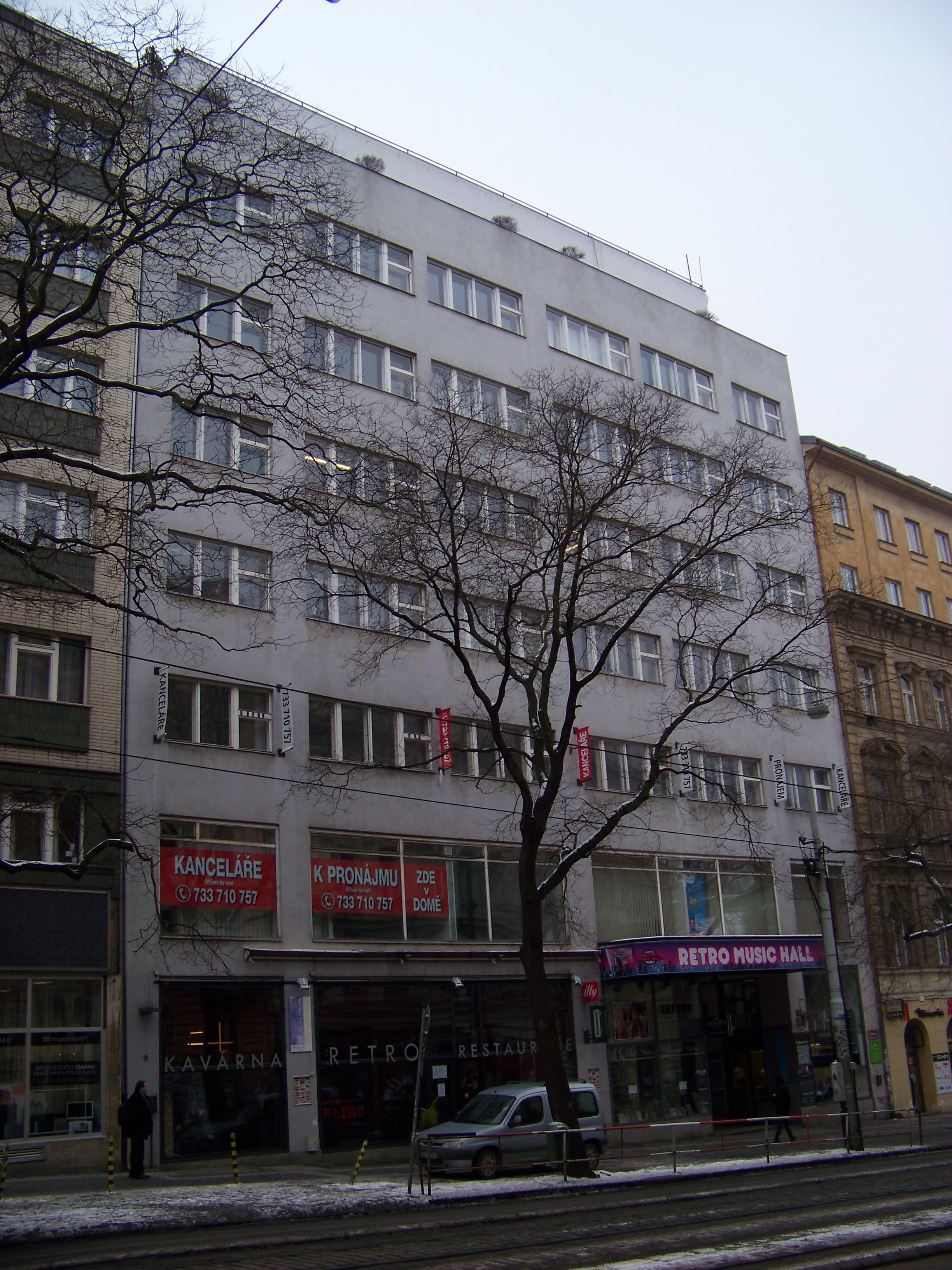
Francouzská 75/4
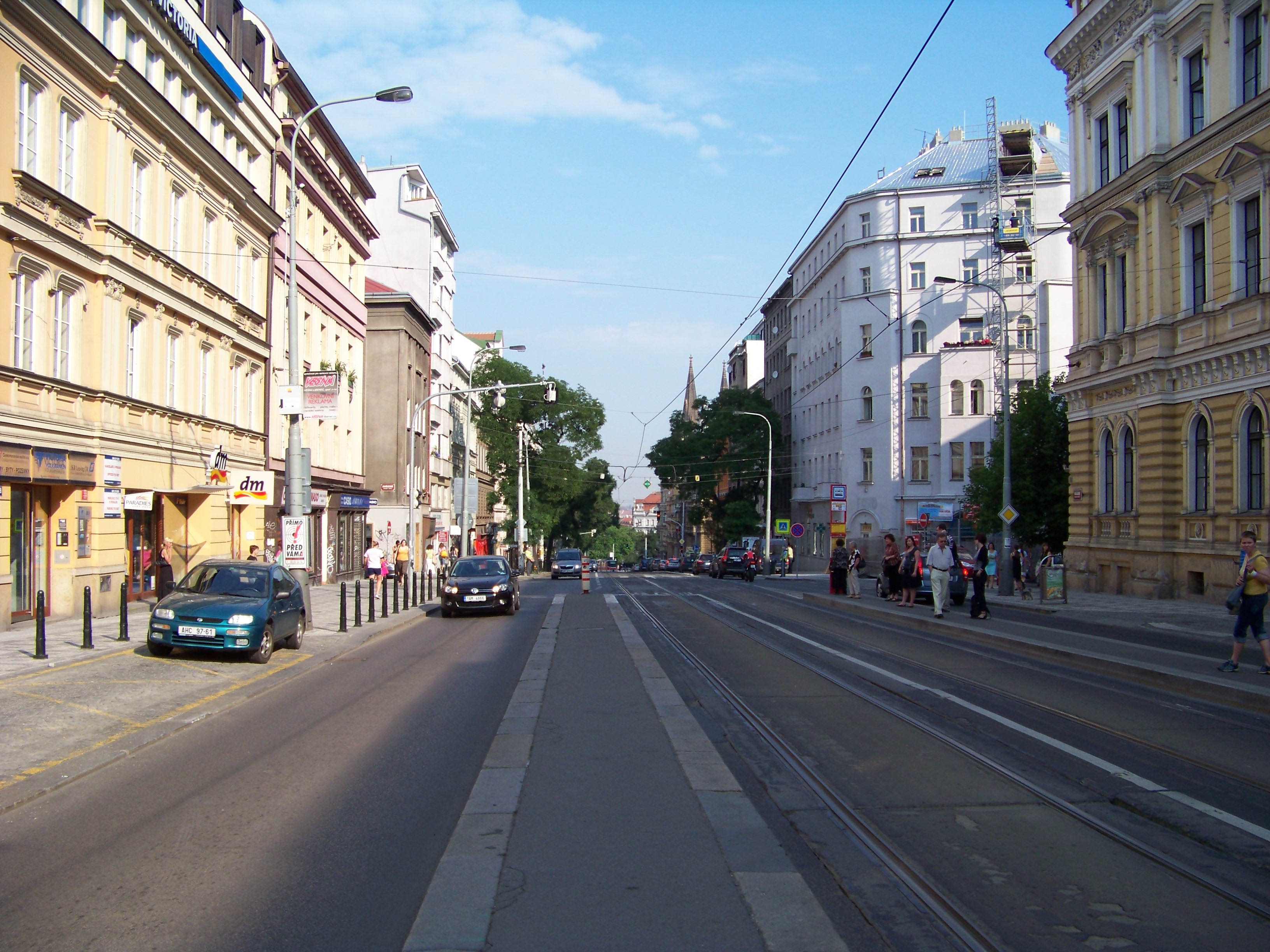
Pohled od zastávky Jana Masaryka na západ, k náměstí Míru
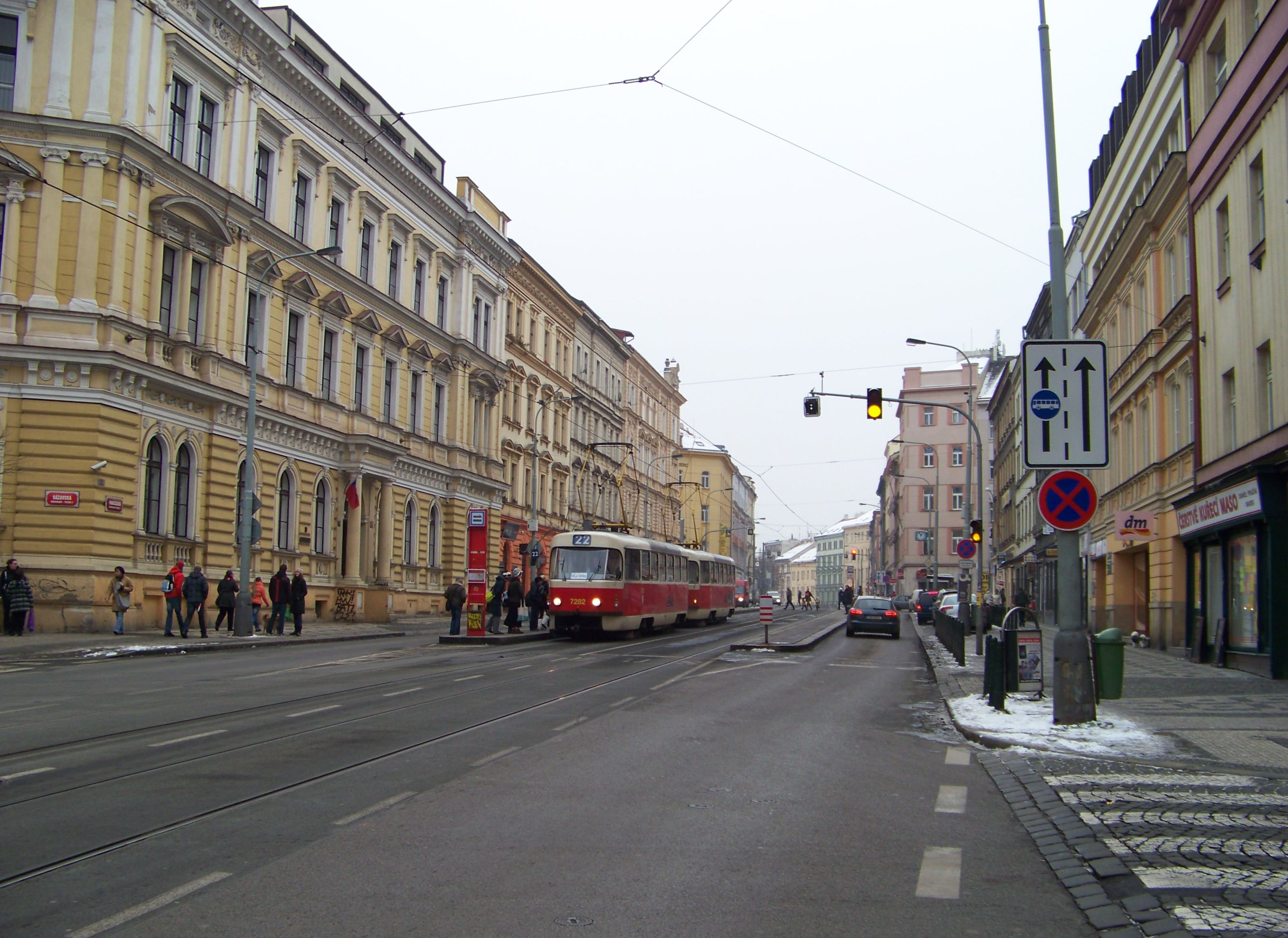
Pohled od zastávky Jana Masaryka opačným směrem, k východu
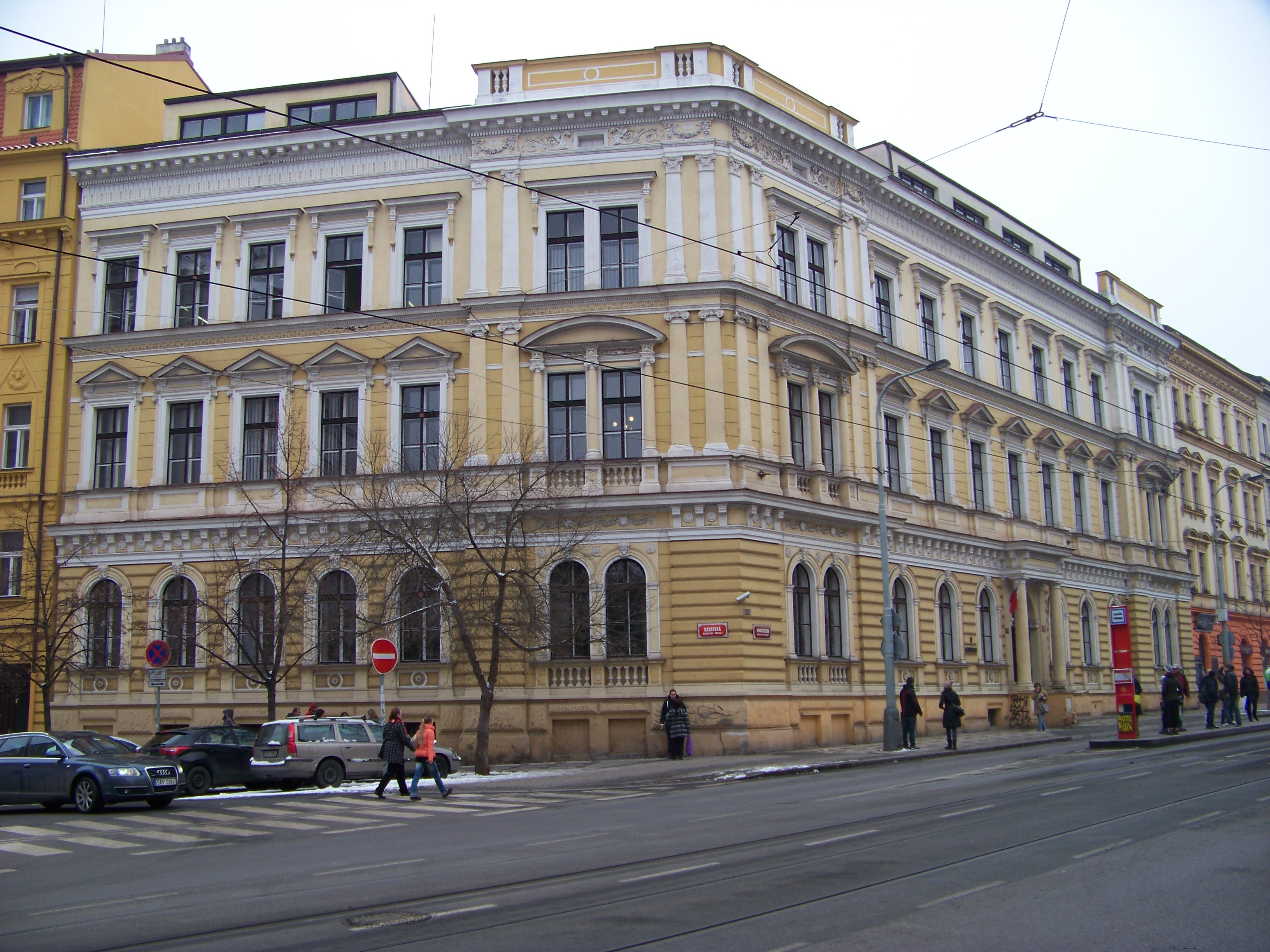
Budova Obvodního soudu pro Prahu 2 (Francouzská 808/19, Sázavská 808/2)
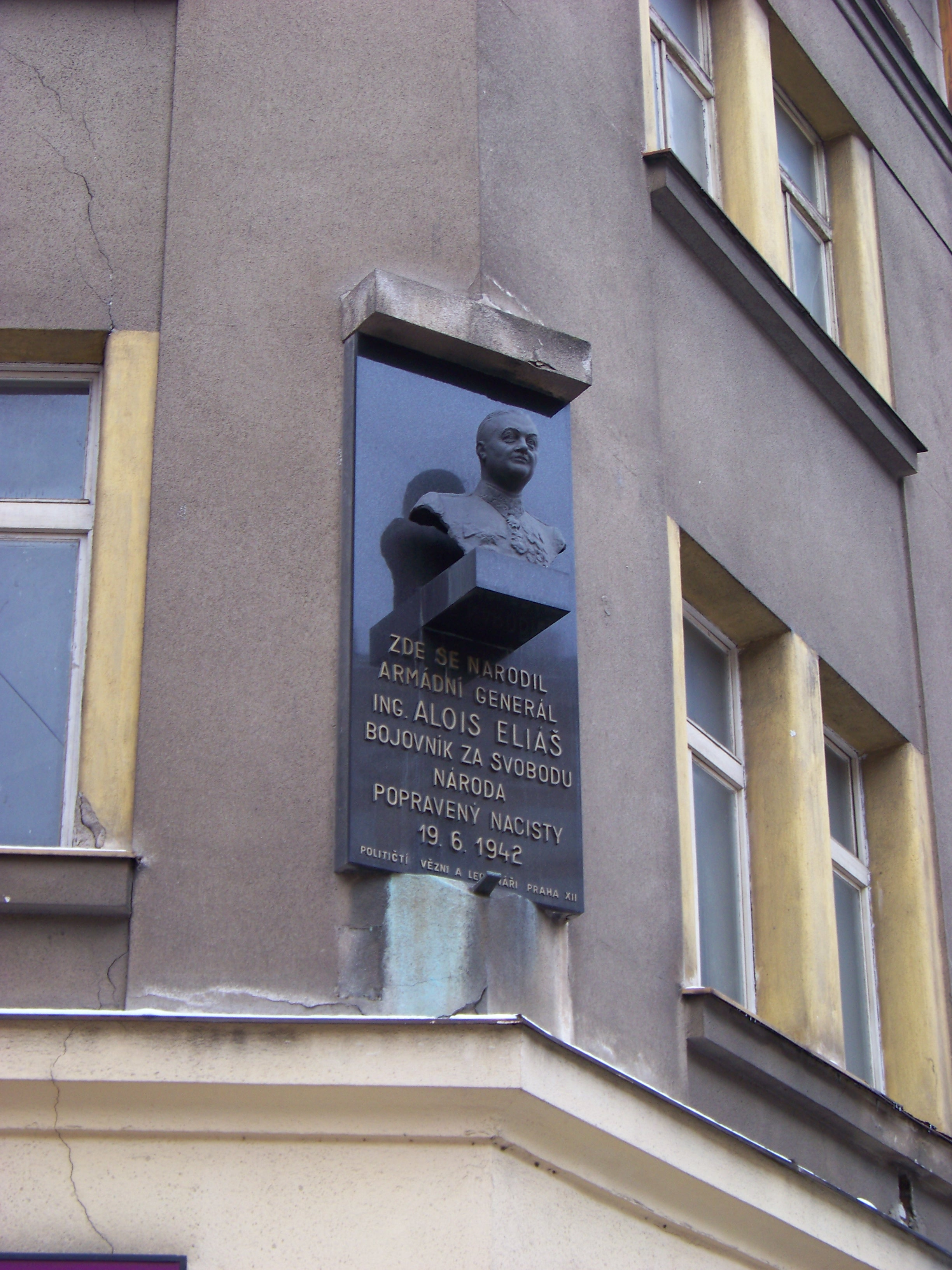
Pamětní deska s bustou Aloise Eliáše (nároží Francouzská 436/36, Jana Masaryka 436/51)
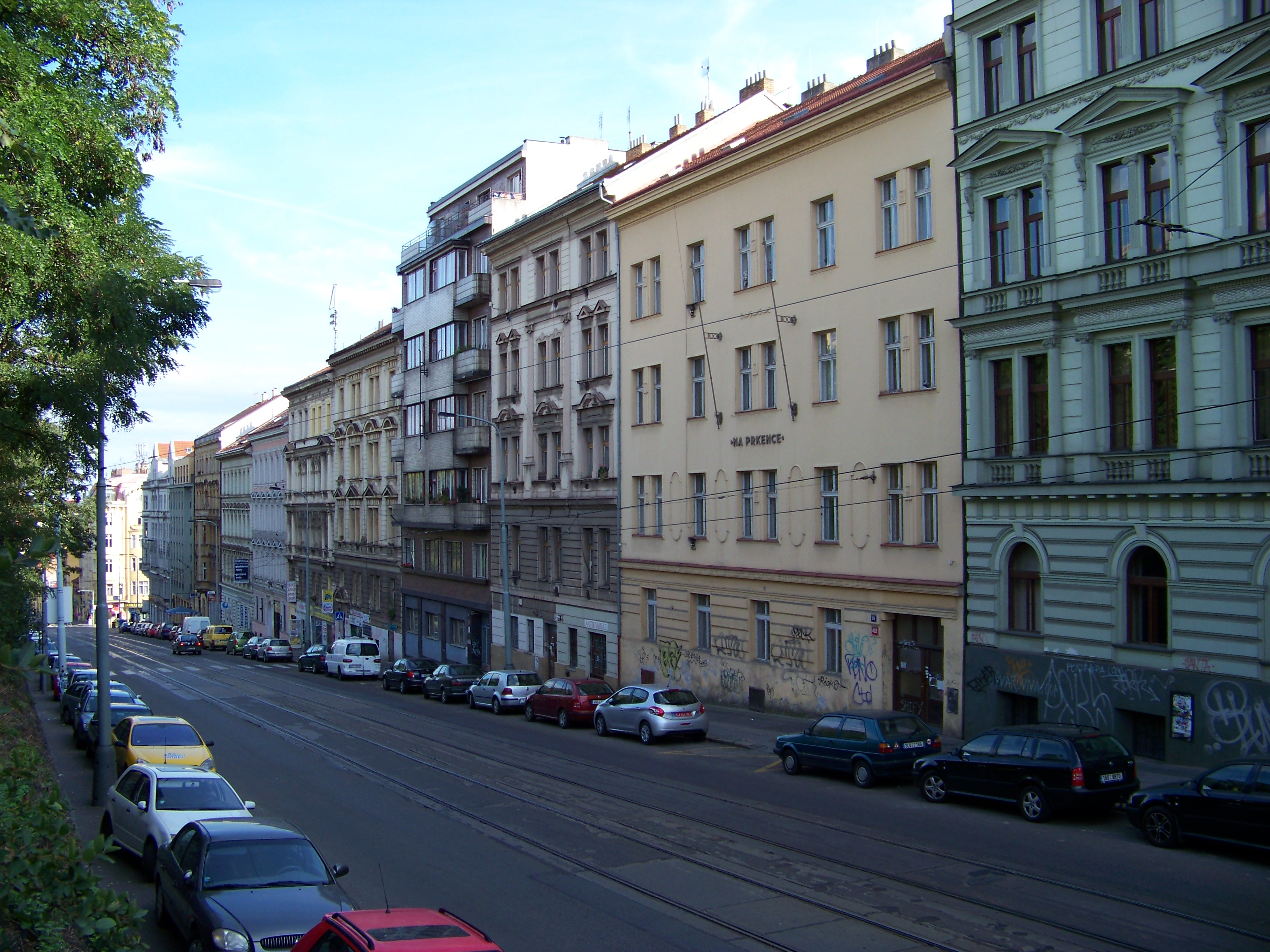
Činžovní domy na pravé straně Francouzské, proti Bezručovým sadům
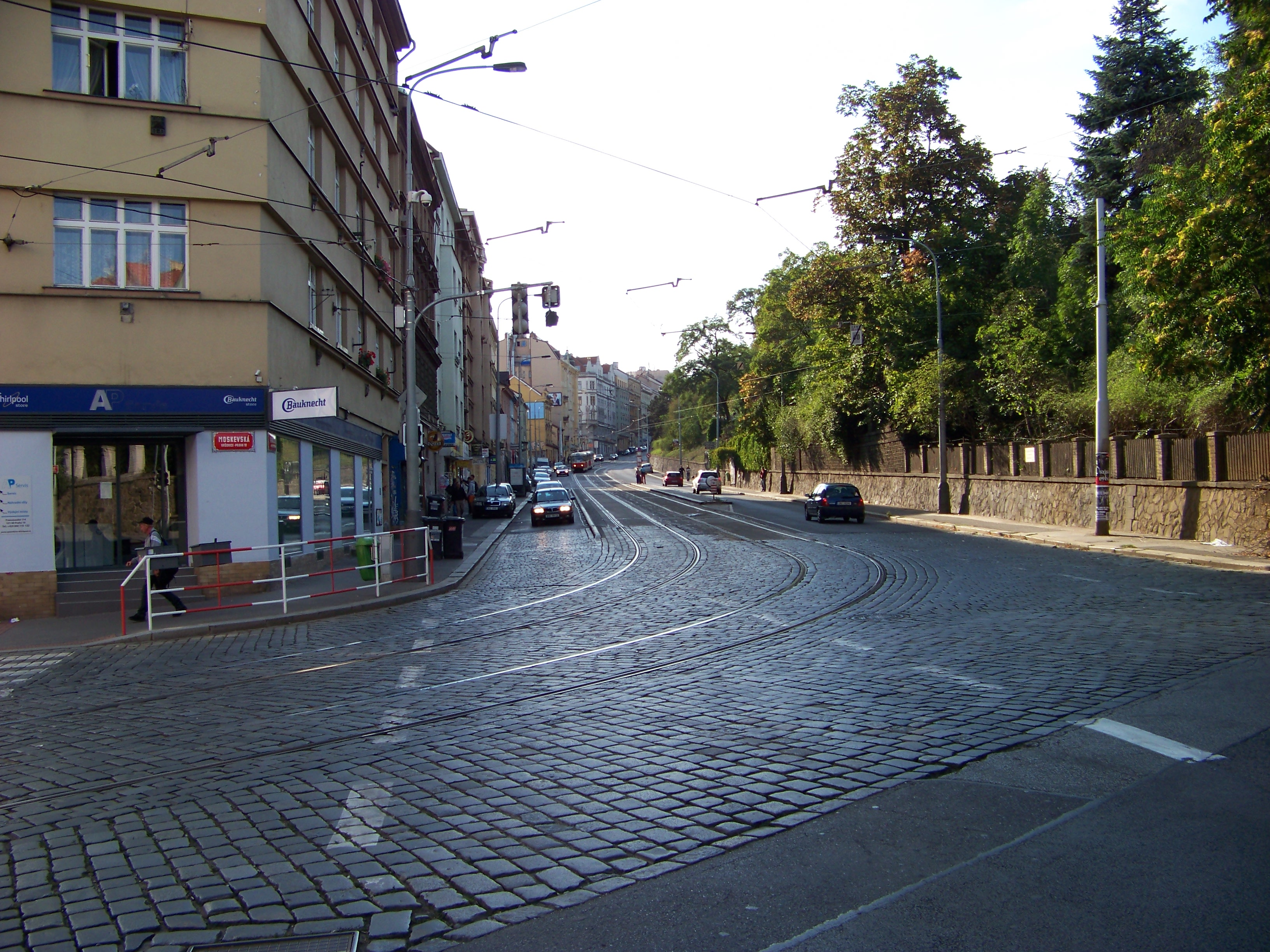
Východní konec Francouzské (křižovatka s Moskevskou a Ruskou)